# Енспел
Енспел (њем. Enspel) општина је у њемачкој савезној држави Рајна-Палатинат. Једно је од 192 општинска средишта округа Вестервалд. Према процјени из 2010. у општини је живјело 280 становника. Посједује регионалну шифру (AGS) 7143219.

## Географски и демографски подаци
Енспел се налази у савезној држави Рајна-Палатинат у округу Вестервалд. Општина се налази на надморској висини од 390 метара. Површина општине износи 1,5 km². У самом мјесту је, према процјени из 2010. године, живјело 280 становника. Просјечна густина становништва износи 192 становника/km².